# 顔で笑って
『顔で笑って』（かおでわらって）は、TBS系列で1973年10月5日から1974年3月29日に放送されたテレビドラマである。全26回。

## 番組内容
鎌倉市の小さな病院の院長に就任した山田大吉とその家族、病院のスタッフ、および患者たちとの日常を描いたホームドラマ。
宇津井健と山口百恵が親子役で共演しており、当作品終了の半年後に、両者が共演する「赤いシリーズ」が開始された。
番組内では、本作と同じ宇津井主演でサントリーがメインスポンサーだった『東京警備指令 ザ・ガードマン』が放送されていた枠である関係で、サントリーの酒類・飲料やポスターなどが頻繁に登場していた。

## ストーリー
鎌倉にある、100年あまりも女系家族が続いている「花田外科病院」は、代々婿養子が院長を務め、当の院長である花田誠一郎も婿養子である。養子という立場からか、妻・きり、娘・秀子、義妹・徳子らに頭が上がらず、先代から婦長を務める千代や看護師、医師たちからいじめられている。その誠一郎が脳溢血で倒れ、誠一郎と亡き父とは親しい関係にあり、東京で外科医として活動する山田大吉が中学生の娘・悦子と共に花田家へやってきた。大吉は10年ほど前に妻と死別し、男手ひとつで悦子を育ててきた。そして、大吉は恩師である誠一郎の頼みで院長代理を任せられることとなった。

## スタッフ
- プロデューサー：野添和子・川口武夫
- 脚本：サブタイトル参照
- 音楽：青山八郎
- ナレーター：浦野光
- 監督：サブタイトル参照
- セット協力：家具の大正堂
- 製作：大映テレビ株式会社・TBS

## キャスト
- 山田（花田）大吉： 宇津井健
- 花田秀子： 倍賞美津子
- 山田（花田）悦子： 山口百恵
- 吉本太郎： フランキー堺
- 花田誠一郎： 松村達雄
- 花田きり： 葦原邦子
- 花田徳子： 富士真奈美
- 悠木ひな子： 春川ますみ
- 内田久利子： 川口晶
- 岩崎明夫： 水谷豊
- 岩崎千代： 初井言栄
- 吉本玉代 ： 野添ひとみ
- 富田淳： 橋本功
- 富田好子： 園佳也子
- 悠木次郎： 夏夕介
- 鈴木初恵： 紙じゅん
- 寺田桃子： 深沢裕子
- 渡辺桃子： 青山美樹
- 江本： 谷村昌彦
- 大妙寺： 松山英太郎

### 以下ゲスト
- 石井富子,高野英子,関口久美子,立花房子,ファン友美,水野哲（第1話）
- 太宰久雄（第3話）
- 阿部寿美子,桜井とし子,笠井三規子,大月優子,中沢有希子（第8話）
- 森次晃嗣（第9話）
- 来栖アンナ（第9話）
- 悠木千帆（現・樹木希林）（第10話）
- 牟田悌三（第10話）
- 高松しげお（第10話）
- 長沢純,田島令子（第11話）
- 島田多江,水野哲（第12話）
- 鷲尾真知子,団巌,木村修（第13話）
- 中村玉緒（第14話）
- 浦辺粂子（第15話）
- 山田隆夫（第16話）
- 高橋昌也,水原麻紀,菅井きん,佐山俊二（第17話）
- 沢村いき雄,佐々木梨理（第19話）
- 財津一郎,南利明,小山武宏,中野宏泰,由利恵子（第２０話）
- 浜田光夫（第21話）
- 小松方正,坂上忍,谷村昌彦,ケーシー高峰,佐山俊二,梅津栄（第24話）
- 雪村いづみ,はしだのりひこ,林竹洋子（第25話）

## 主題歌
- 「パパは恋人」
  - 作詞：千家和也 作曲：都倉俊一 編曲：高田弘
  - 唄：山口百恵、宇津井健

## サブタイトル
| 話数 | 放送日         | サブタイトル               | 脚本                   | 監督     |
| ---- | -------------- | -------------------------- | ---------------------- | -------- |
| 1    | 1973年 10月5日 | 二十八回目のお見合い       | 下飯坂菊馬、瀬川昌治   | 瀬川昌治 |
| 2    | 10月12日       | 親バカといわれても         | 下飯坂菊馬             | 国原俊明 |
| 3    | 10月19日       | 女の館にムコさん候補       | 柴英三郎               | 国原俊明 |
| 4    | 10月26日       | 恋のライバル合戦           | 松田暢子               | 田中重雄 |
| 5    | 11月2日        | パパの結婚                 | 松田暢子               | 田中重雄 |
| 6    | 11月9日        | 失敗した新婚旅行           | 下飯坂菊馬             | 瀬川昌治 |
| 7    | 11月16日       | 後妻の泣きどころ           | 加瀬高之、瀬川昌治     | 瀬川昌治 |
| 8    | 11月23日       | ムコいびりあの手この手     | 柴英三郎               | 難波敏夫 |
| 9    | 11月30日       | あゝ悲恋の秋               | 下飯坂菊馬、国原俊明   | 国原俊明 |
| 10   | 12月7日        | 招かれざる赤ちゃん         | 加瀬高之               | 国原俊明 |
| 11   | 12月14日       | 結婚ノイローゼ             | 下飯坂菊馬、瀬川昌治   | 瀬川昌治 |
| 12   | 12月21日       | ボーナスの涙               | 柴英三郎               | 国原俊明 |
| 13   | 12月28日       | 年忘れ夫婦げんか           | 加瀬高之、瀬川昌治     | 瀬川昌治 |
| 14   | 1974年 1月4日  | たった一度の恋なのに       | 下飯坂菊馬             | 国原俊明 |
| 15   | 1月11日        | 嫁さんのストライキ         | 山浦弘靖               | 難波敏夫 |
| 16   | 1月18日        | どうする? 娘の初恋         | 松田暢子、加瀬高之     | 富本壮吉 |
| 17   | 1月25日        | 縁談・泣き笑い             | 加瀬高之               | 国原俊明 |
| 18   | 2月1日         | 意地悪おばさんの家出       | 下飯坂菊馬             | 国原俊明 |
| 19   | 2月8日         | 妻の別居宣言               | 柴英三郎               | 難波敏夫 |
| 20   | 2月15日        | 泥棒が結んだ恋             | 加瀬高之               | 国原俊明 |
| 21   | 2月22日        | 失敗した婚約               | 柴英三郎               | 井上芳夫 |
| 22   | 3月1日         | 意地悪おばさんの恋         | 下飯坂菊馬             | 国原俊明 |
| 23   | 3月8日         | 母の秘密                   | 下飯坂菊馬             | 国原俊明 |
| 24   | 3月15日        | ママどこへ行ったの?        | 加瀬高之、瀬川昌治     | 瀬川昌治 |
| 25   | 3月22日        | 新婚旅行は歩いて行くわよッ | 下飯坂菊馬、筒井ともみ | 井上芳夫 |
| 26   | 3月29日        | やっと結婚おめでとう       | 加瀬高之、瀬川昌治     | 瀬川昌治 |